# William Goldsmith
William Goldsmith es un baterista estadounidense conocido principalmente por su trabajo en el precursor grupo emo Sunny Day Real Estate, así como formar parte durante un corto periodo de los Foo Fighters. Actualmente realiza su labor en el grupo The Fire Theft. Su principal influencia ha sido Keith Moon, fallecido baterista de The Who.
- Datos: Q447720